# Roberto Palacios
Pour les articles homonymes, voir Palacios.
Roberto Carlos Palacios Mestas, né le 28 décembre 1972 à Lima au Pérou, est un footballeur international péruvien des années 1990 et 2000.

## Biographie

### Carrière en club
Surnommé El Chorrillano, ce milieu de terrain de petite taille (1,69 m) est considéré comme l'une des idoles du Sporting Cristal au Pérou. Il y a remporté cinq championnats (voir palmarès) dont trois consécutifs en 1994, 1995 et 1996.
Hormis le Pérou, il a passé l'essentiel de sa carrière au Mexique (CF Puebla, UAG Tecos, CF Atlas et Monarcas Morelia), mais il a également évolué au Brésil (Cruzeiro EC), en Colombie (Deportivo Cali) et en Équateur (Liga de Quito). Au sein de ce dernier club, il est sacré champion en 2005 sous la houlette de son compatriote Juan Carlos Oblitas.
Palacios prend part à neuf éditions de la Copa Libertadores avec deux clubs différents (Sporting Cristal et LDU Quito) pour un total de 65 matchs disputés (15 buts inscrits). Il joue également la Coupe intercontinentale 1997 face au Borussia Dortmund (défaite 0-2).

### Carrière en équipe nationale
Roberto Palacios détient le record du nombre de sélections en équipe du Pérou avec 128 capes (pour 19 buts). Il a participé à six Copa América : en 1993, 1995, 1997, 1999, 2001 et 2004. Il a également pris part à la Gold Cup 2000, où son pays atteint les demi-finales.

## Statistiques

### En sélection nationale
| Saison                | Sélection             | Phases finales        | Phases finales | Phases finales | Éliminatoires CDM | Éliminatoires CDM | Matchs amicaux | Matchs amicaux | Gold Cup 2000 4e | Gold Cup 2000 4e | Total | Total |
| Saison                | Sélection             | Compétition           | M              | B              | M                 | B                 | M              | B              | M                | B                | M     | B     |
| --------------------- | --------------------- | --------------------- | -------------- | -------------- | ----------------- | ----------------- | -------------- | -------------- | ---------------- | ---------------- | ----- | ----- |
| 1992-1993             | Pérou                 | Copa América 1993     | 3              | 0              | -                 | -                 | 7              | 0              | -                | -                | 10    | 0     |
| 1993-1994             | Pérou                 | -                     | -              | -              | 3                 | 1                 | 4              | 0              | -                | -                | 7     | 1     |
| 1994-1995             | Pérou                 | Copa América 1995     | 3              | 1              | -                 | -                 | 8              | 1              | -                | -                | 11    | 2     |
| 1995-1996             | Pérou                 | -                     | -              | -              | 3                 | 1                 | 4              | 1              | -                | -                | 7     | 2     |
| 1996-1997             | Pérou                 | Copa América 1997 4e  | 6              | 0              | 8                 | 4                 | 2              | 2              | -                | -                | 16    | 6     |
| 1997-1998             | Pérou                 | -                     | -              | -              | 4                 | 1                 | 2              | 0              | -                | -                | 6     | 1     |
| 1998-1999             | Pérou                 | Copa América 1999     | 4              | 1              | -                 | -                 | 7              | 0              | -                | -                | 11    | 1     |
| 1999-2000             | Pérou                 | -                     | -              | -              | 6                 | 1                 | 1              | 1              | 4                | 2                | 11    | 4     |
| 2000-2001             | Pérou                 | Copa América 2001     | -              | -              | 7                 | 1                 | 1              | 0              | -                | -                | 8     | 1     |
| 2001-2002             | Pérou                 | -                     | -              | -              | 5                 | 0                 | -              | -              | -                | -                | 5     | 0     |
| 2002-2003             | Pérou                 | -                     | -              | -              | -                 | -                 | 3              | 0              | -                | -                | 3     | 0     |
| 2003-2004             | Pérou                 | Copa América 2004     | 4              | 1              | 7                 | 0                 | 3              | 0              | -                | -                | 14    | 1     |
| 2004-2005             | Pérou                 | -                     | -              | -              | 8                 | 0                 | -              | -              | -                | -                | 8     | 0     |
| 2006-2007             | Pérou                 | Copa América 2007     | -              | -              | -                 | -                 | 3              | 0              | -                | -                | 3     | 0     |
| 2007-2008             | Pérou                 | -                     | -              | -              | 2                 | 0                 | -              | -              | -                | -                | 2     | 0     |
| 2009-2010             | Pérou                 | -                     | -              | -              | 4                 | 0                 | 1              | 0              | -                | -                | 5     | 0     |
| 2011-2012             | Pérou                 | -                     | -              | -              | -                 | -                 | 1              | 0              | -                | -                | 1     | 0     |
| Total sur la carrière | Total sur la carrière | Total sur la carrière | 20             | 3              | 57                | 9                 | 47             | 5              | 4                | 2                | 128   | 19    |

#### Buts en sélection
| Buts en sélection de Roberto Palacios | Buts en sélection de Roberto Palacios | Buts en sélection de Roberto Palacios                        | Buts en sélection de Roberto Palacios | Buts en sélection de Roberto Palacios | Buts en sélection de Roberto Palacios | Buts en sélection de Roberto Palacios |
|                                       | Date                                  | Lieu                                                         | Adversaire                            | Score                                 | Résultat                              | Compétition                           |
| ------------------------------------- | ------------------------------------- | ------------------------------------------------------------ | ------------------------------------- | ------------------------------------- | ------------------------------------- | ------------------------------------- |
| 1.                                    | 22 août 1993                          | Estadio Monumental, Buenos Aires (Argentine)                 | Argentine                             | 2-1                                   | 2-1                                   | QCM 1994                              |
| 2.                                    | 17 août 1994                          | Lima (Pérou)                                                 | Équateur                              | 1-0                                   | 2-0                                   | A                                     |
| 3.                                    | 7 juillet 1995                        | Estadio Atilio Paiva Olivera, Rivera (Uruguay)               | Colombie                              | 1-1                                   | 1-1                                   | CA 1995                               |
| 4.                                    | 24 avril 1996                         | Estadio Monumental Isidro Romero Carbo, Guayaquil (Équateur) | Équateur                              | 1-1                                   | 4-1                                   | QCM 1998                              |
| 5.                                    | 20 juin 1996                          | Estadio Nacional, Lima (Pérou)                               | Arménie                               | 3-0                                   | 4-0                                   | A                                     |
| 6.                                    | 14 août 1996                          | Estadio Monumental Virgen de Chapi, Arequipa (Pérou)         | Costa Rica                            | 2-0                                   | 3-0                                   | A                                     |
| 7.                                    | 16 octobre 1996                       | Estadio Nacional, Lima (Pérou)                               | États-Unis                            | 1-0                                   | 4-1                                   | A                                     |
| 8.                                    | 10 novembre 1996                      | Estadio Nacional, Lima (Pérou)                               | Venezuela                             | 3-0                                   | 4-1                                   | QCM 1998                              |
| 9.                                    | 10 novembre 1996                      | Estadio Nacional, Lima (Pérou)                               | Venezuela                             | 4-1                                   | 4-1                                   | QCM 1998                              |
| 10.                                   | 12 janvier 1997                       | Estadio Nacional, Lima (Pérou)                               | Chili                                 | 2-0                                   | 2-1                                   | QCM 1998                              |
| 11.                                   | 2 avril 1997                          | Estadio Nacional, Lima (Pérou)                               | Équateur                              | 1-0                                   | 1-1                                   | QCM 1998                              |
| 12.                                   | 10 septembre 1997                     | Estadio Nacional, Lima (Pérou)                               | Uruguay                               | 1-1                                   | 2-1                                   | QCM 1998                              |
| 13.                                   | 10 juillet 1999                       | Estadio Defensores del Chaco, Asuncion (Paraguay)            | Mexique                               | 1-0                                   | 3-3 (2-4tab)                          | CA 1999                               |
| 14.                                   | 17 novembre 1999                      | Estadio Nacional, Lima (Pérou)                               | Slovaquie                             | 1-1                                   | 2-1                                   | A                                     |
| 15.                                   | 19 février 2000                       | Orange Bowl, Miami (États-Unis)                              | Honduras                              | 4-1                                   | 5-3                                   | GC 2000                               |
| 16.                                   | 23 février 2000                       | Qualcomm Stadium, San Diego (États-Unis)                     | Colombie                              | 1-2                                   | 1-2                                   | GC 2000                               |
| 17.                                   | 29 mars 2000                          | Estadio Nacional, Lima (Pérou)                               | Paraguay                              | 2-0                                   | 2-0                                   | QCM 2002                              |
| 18.                                   | 16 août 2000                          | Estadio Nacional, Lima (Pérou)                               | Venezuela                             | 1-0                                   | 1-0                                   | QCM 2002                              |
| 19.                                   | 6 juillet 2004                        | Estadio Nacional, Lima (Pérou)                               | Bolivie                               | 2-2                                   | 2-2                                   | CA 2004                               |

## Palmarès(joueur)

### En club
| Sporting Cristal - Championnat du Pérou (5) : - Champion : 1991, 1994, 1995, 1996 et 2002. - Meilleur joueur : 1994, 1995 et 1996. |  | LDU Quito - Championnat d'Équateur (1) : - Champion: 2005 (Ouv.). |

### En équipe nationale
| Pérou - Coupe Kirin (1) : - Vainqueur : 1999. |  | Pérou - Recordman de sélections : 128 matchs (19 buts) entre 1992 et 2012. |